# Rheumaptera semifusca
Rheumaptera semifusca là một loài bướm đêm trong họ Geometridae.